# Реваз Надареїшвілі
Реваз Надареїшвілі (груз. რევაზ ნადარეიშვილი; нар. 22 липня 1991, Абаша, Самеґрело-Земо Сванеті) — грузинський борець греко-римського стилю, бронзовий призер чемпіонату світу, учасник Олімпійських ігор.

## Життєпис
Боротьбою почав займатися з 2005 року. У 2011 році став чемпіоном світу серед юніорів. У 2016 році у кваліфікаційному турнірі здобув путівку на літні Олімпійські ігри в Ріо-де-Жанейро, де посів десяте місце. Наступного року на чемпіонаті світу виборов бронзову нагороду.
Тренер — Пічико Шельє.

## Спортивні результати на міжнародних змаганнях

### Виступи на Олімпіадах
| Змагання                    | Збірна | Вагова категорія                 | Місце |
| --------------------------- | ------ | -------------------------------- | ----- |
| Літні Олімпійські ігри 2016 | Грузія | греко-римська боротьба, до 98 кг | 10    |

### Виступи на Чемпіонатах світу
| Змагання                        | Збірна | Вагова категорія                 | Місце  |
| ------------------------------- | ------ | -------------------------------- | ------ |
| Чемпіонат світу з боротьби 2017 | Грузія | греко-римська боротьба, до 98 кг | Бронза |
| Чемпіонат світу з боротьби 2018 | Грузія | греко-римська боротьба, до 97 кг | 7      |

### Виступи на Чемпіонатах Європи
| Змагання                         | Збірна | Вагова категорія                 | Місце |
| -------------------------------- | ------ | -------------------------------- | ----- |
| Чемпіонат Європи з боротьби 2016 | Грузія | греко-римська боротьба, до 98 кг | 8     |
| Чемпіонат Європи з боротьби 2020 | Грузія | греко-римська боротьба, до 97 кг | 10    |
| Чемпіонат Європи з боротьби 2022 | Грузія | греко-римська боротьба, до 97 кг | 15    |

### Виступи на Європейських іграх
| Змагання              | Збірна | Вагова категорія                 | Місце |
| --------------------- | ------ | -------------------------------- | ----- |
| Європейські ігри 2019 | Грузія | греко-римська боротьба, до 97 кг | 5     |

### Виступи на інших змаганнях
| Змагання                                                         | Збірна | Вагова категорія                 | Місце  |
| ---------------------------------------------------------------- | ------ | -------------------------------- | ------ |
| Золотий Гран-прі з боротьби 2010 (Тбілісі)                       | Грузія | греко-римська боротьба, до 84 кг | 13     |
| Турнір Г. Картозія і В. Балавадзе 2011                           | Грузія | греко-римська боротьба, до 84 кг | Срібло |
| Henri Deglane Challenge 2011                                     | Грузія | греко-римська боротьба, до 84 кг | Срібло |
| Турнір Дана Колова — Николи Петрова 2012                         | Грузія | греко-римська боротьба, до 84 кг | 9      |
| Олімпійський кваліфікаційний турнір з боротьби 2012 (Софія)      | Грузія | греко-римська боротьба, до 84 кг | 12     |
| Золотий Гран-прі з боротьби 2012 (Баку)                          | Грузія | греко-римська боротьба, до 84 кг | 8      |
| Турнір Вехбі Емре 2013                                           | Грузія | греко-римська боротьба, до 84 кг | Срібло |
| Золотий Гран-прі з боротьби 2013 (Сомбатгей)                     | Грузія | греко-римська боротьба, до 84 кг | Срібло |
| Кубок Ядегара Імама 2013                                         | Грузія | греко-римська боротьба, до 84 кг | Срібло |
| Вогні Москви 2013                                                | Грузія | греко-римська боротьба, до 84 кг | Срібло |
| Золотий Гран-прі з боротьби 2013 (Баку)                          | Грузія | греко-римська боротьба, до 84 кг | 5      |
| Турнір Вехбі Емре і Гаміта Каплана 2015                          | Грузія | греко-римська боротьба, до 98 кг | 22     |
| Олімпійський кваліфікаційний турнір з боротьби 2016 (Улан-Батор) | Грузія | греко-римська боротьба, до 98 кг | Срібло |
| Турнір Івана Піддубного 2017                                     | Грузія | греко-римська боротьба, до 98 кг | 9      |
| Турнір Вехбі Емре і Гаміта Каплана 2017                          | Грузія | греко-римська боротьба, до 98 кг | 15     |
| Гран-прі Угорщини з боротьби 2017                                | Грузія | греко-римська боротьба, до 98 кг | 10     |
| Турнір Г. Картозія і В. Балавадзе 2017                           | Грузія | греко-римська боротьба, до 98 кг | Золото |
| Меморіал Олега Караваєва 2017                                    | Грузія | команда                          | 4      |
| Турнір Г. Картозія і В. Балавадзе 2018                           | Грузія | греко-римська боротьба, до 97 кг | Срібло |
| Турнір Вехбі Емре і Гаміта Каплана 2018                          | Грузія | греко-римська боротьба, до 97 кг | 17     |
| Меморіал Олега Караваєва 2018                                    | Грузія | греко-римська боротьба, до 97 кг | 11     |
| Меморіал Болата Турлиханова 2018                                 | Грузія | греко-римська боротьба, до 97 кг | 5      |
| Гран-прі Франції Анрі Деглана 2020                               | Грузія | греко-римська боротьба, до 97 кг | 13     |
| Турнір Дана Колова — Николи Петрова 2022                         | Грузія | греко-римська боротьба, до 97 кг | Срібло |

### Виступи на змаганнях молодших вікових груп
| Змагання                                       | Збірна | Вагова категорія                 | Місце  |
| ---------------------------------------------- | ------ | -------------------------------- | ------ |
| Чемпіонат Європи з боротьби серед кадетів 2008 | Грузія | греко-римська боротьба, до 85 кг | 5      |
| Чемпіонат світу з боротьби серед юніорів 2011  | Грузія | греко-римська боротьба, до 84 кг | Золото |